# 斯基奥
斯基奥（義大利語：Schio，義大利語發音：[skjo]）是意大利威尼托大区维琴察省的一个市镇。总面积67平方公里，人口39586人，人口密度590.8人/平方公里（2009年）。国家统计（ISTAT）代码为024100。

## 友好城市
- 德国兰茨胡特 1981年
- 匈牙利考波什堡 1990年
- 盧森堡佩唐日 1992年
- 法國格里尼 2011年